# Pauline Jonas
Pauline Jonas (geboren vor 1839 als Pauline Ewald; gestorben nach 1873) war eine Autorin von Kochbüchern, Gedichten und Erzählungen, die in Königsberg in Preußen lebte.

## Wirken
Das 1840 erstmals veröffentlichte Geprüfte Kochbuch von Pauline Jonas enthält 1577 Rezepte zur Zubereitung aller Arten von Suppen, Saucen, Klößen Gemüse, Fleischspeisen. Sie schrieb es für Hausfrauen aller gesellschaftlichen Schichten. Es erschien in neun erweiterten Auflagen, in den nachfolgenden auch unter dem Titel Königsberger Kochbuch und mit jeweils mehr Rezepten. Es enthält auch Ratschläge für die Haushaltsführung und einige aus heutiger Sicht exotisch wirkende Gerichte.
Daneben schrieb sie Gedichte, Erzählungen, Märchen und Rätsel.

## Schriften (Auswahl)
- Goldkörner aus Tausendschön's Schatzkästlein, eine Sammlung von Gedichten und Märchen für gute Kinder von 6–12 Jahren.[3] Stettin 1851. Leipzig, Oehmigke.[2]
- Charaden und Räthsel für die Jugend und ihre Freunde. v. d. Nahmer, Stettin 1858.[2]
- Der arme Tom. Erzählungen, mit acht kolorierten Steintafeln, Bartholomäus, Erfurt 1852.[2]
- Geprüftes Kochbuch, oder 1577 Recepte zur Zubereitung aller Arten von Suppen, Saucen, Klößen Gemüse, Fleischspeisen ... Ein vollst. u. faßliches Hülfsbuch für Haushaltungen aller Stände, J. H. Bon, Königsberg 1840 (376 Seiten)
  - Königsberger Kochbuch, oder 1682 Recepte zur Zubereitung aller Arten von Suppen, Saucen, Klößen, Gemüsen, Fleischspeisen... Ein völlständiges und faßliches Hülfsbuch für Hausfrauen aller Stände. Von der Besorgung und Aufbewahrung des Wintervorrats, der Bereitung von Obstsaft und Mus, vom Pökeln und Räuchern des Fleisches und vom Wurstmachen, nebst versch. nützlichen Recepten. (Seifekochen, Flecke entfernen). Zweite verbesserte und vermehrte Auflage. Verlag von J. H. Bon, Königsberg 1843.[4]
  - Geprüftes Kochbuch, oder 1716 Recepte zur Zubereitung aller Arten von Suppen, Saucen, Klößen, Gemüsen, Fleischspeisen, ... : ein vollständiges und fassliches Hülfsbuch für Haushaltungen aller Stände. Dritte vermehrte und verbesserte Auflage. J. H. Bon, Königsberg 1848.[5]
  - Geprüftes Kochbuch, oder 1750 Recepte zur Zubereitung aller Arten von Suppen, Saucen, Klößen Gemüse, Fleischspeisen ... J. H. Bon, Königsberg 1855. Fünfte vermehrte Auflage.[6]
  - Geprüftes Kochbuch. Anweisung zur Zubereitung aller Arten von Speisen, Backwerken und Getränken in 2165 Rezepten. 9., vermehrte und durchgesehene Auflage. Königsberg 1885
- Allgemeines Wirtschaftsbuch od. die erfahrene Hausfrau in der Stadt u. auf dem Lande beim Einkauf von grünen Gemüsen, allerlei Fleischwerk u. Fischen, beim Aufbewahren der grünen Gemüse, dem Trocknen ders. zu. dem Einkellern des Obstes usw. Ein vollständiges und fassliches Hülfsbuch für Haushaltungen aller Stände. Bon s Sort.-Buchh. Königsberg 1846.[7]